# Kolno

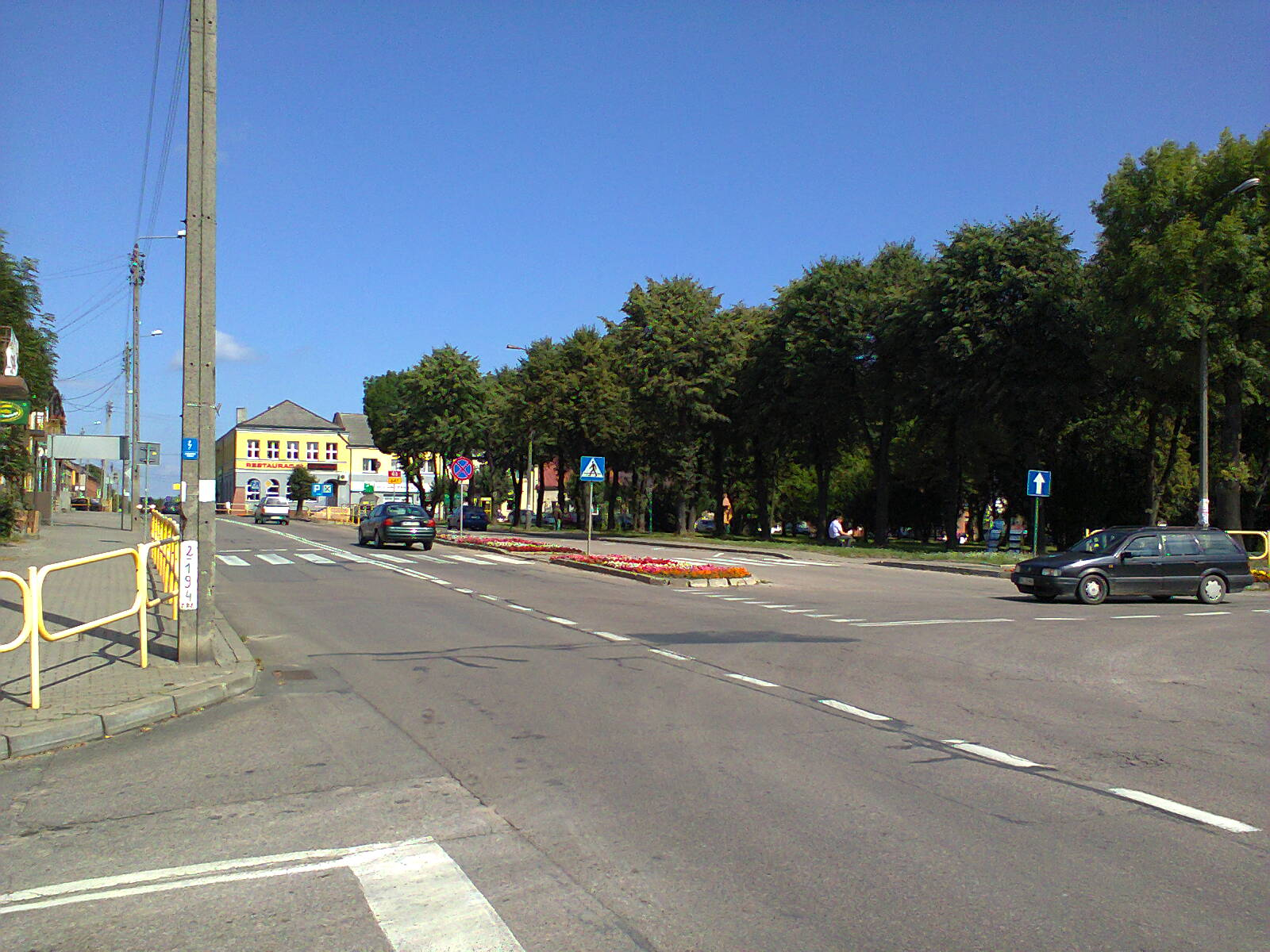
Droga krajowa nr 63. Po prawej stronie widoczny park miejski w Kolnie

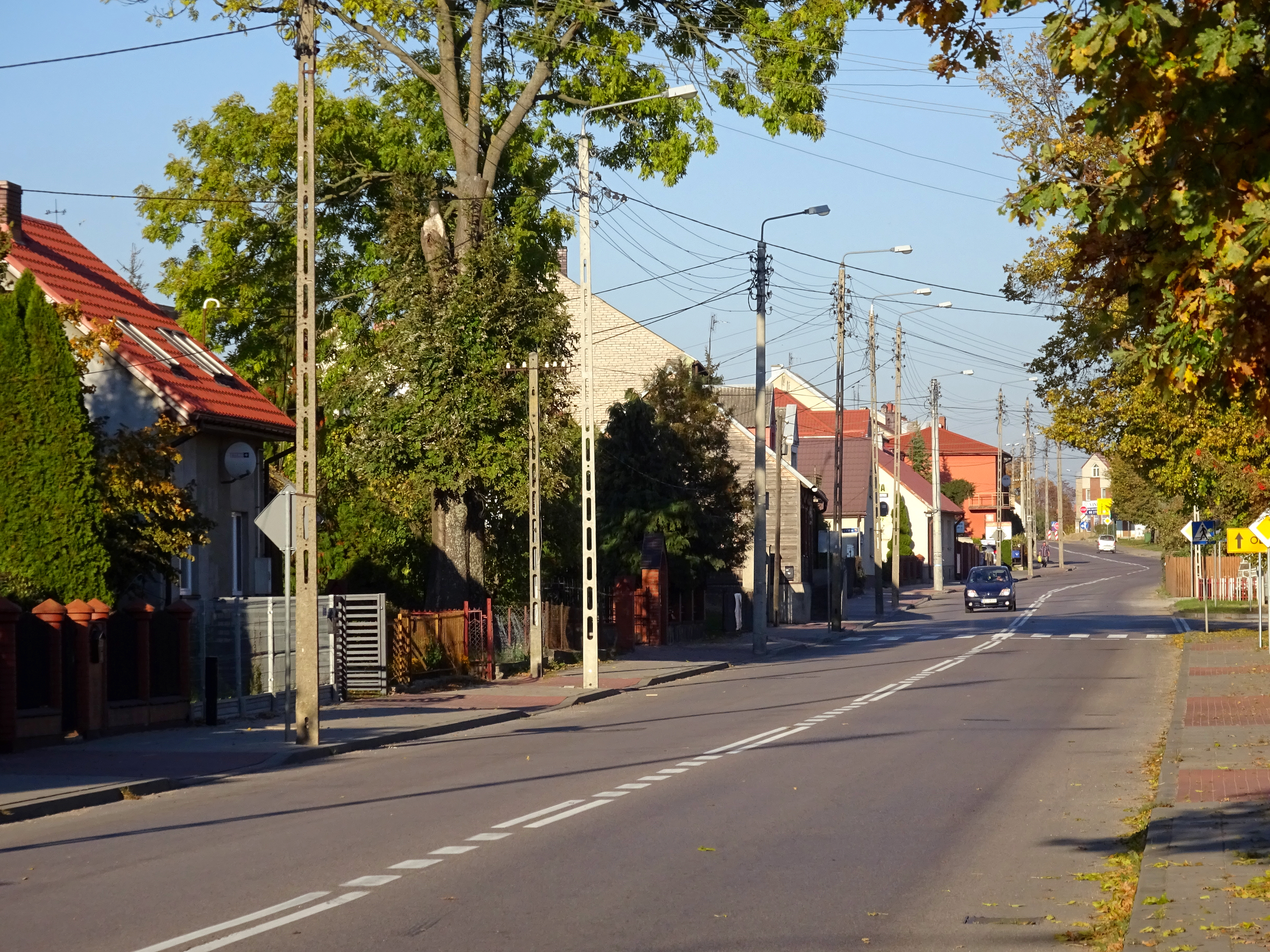
Ulica Mickiewicza i Sienkiewicza

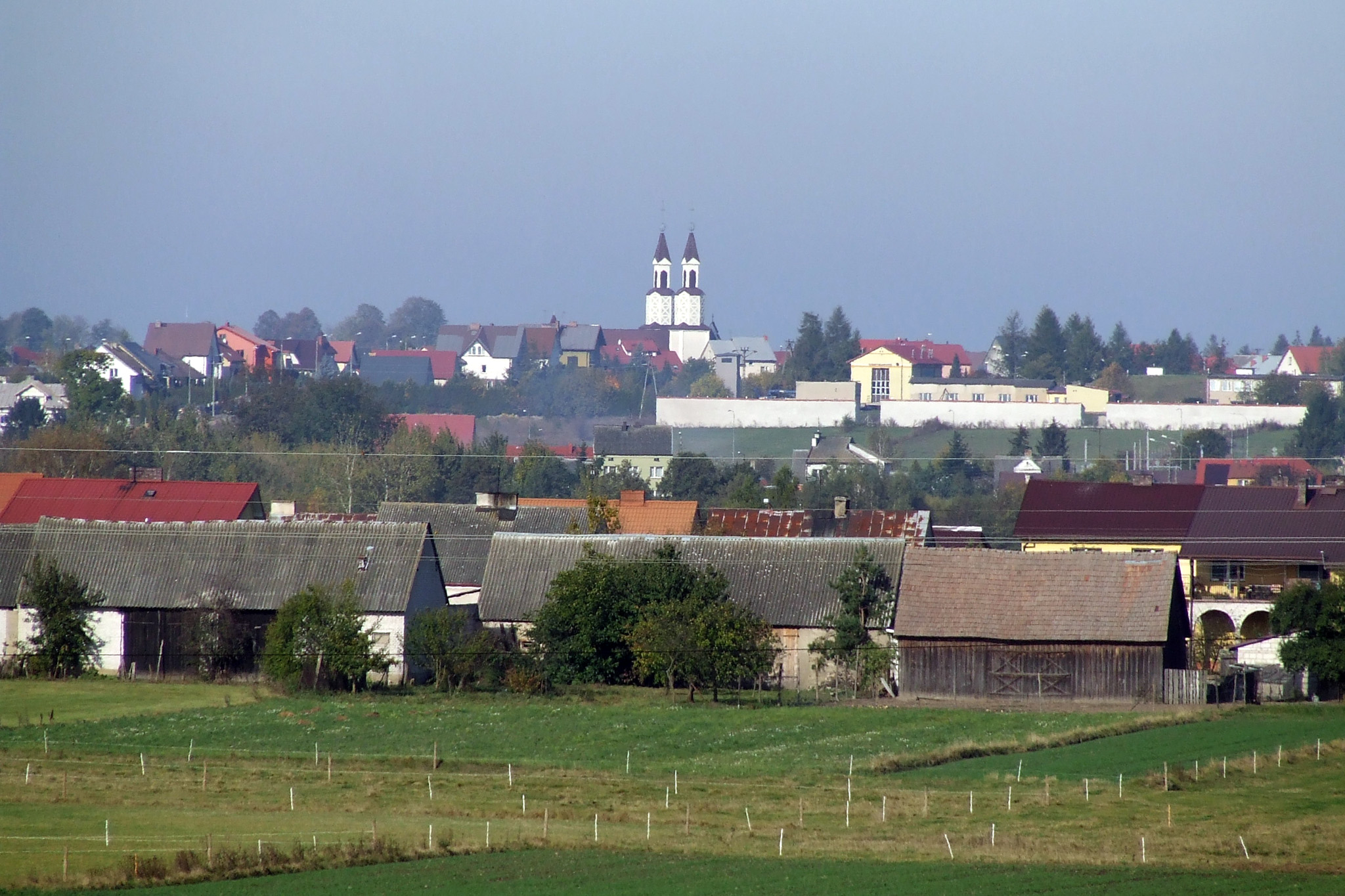
Kolno – widok od strony południowej

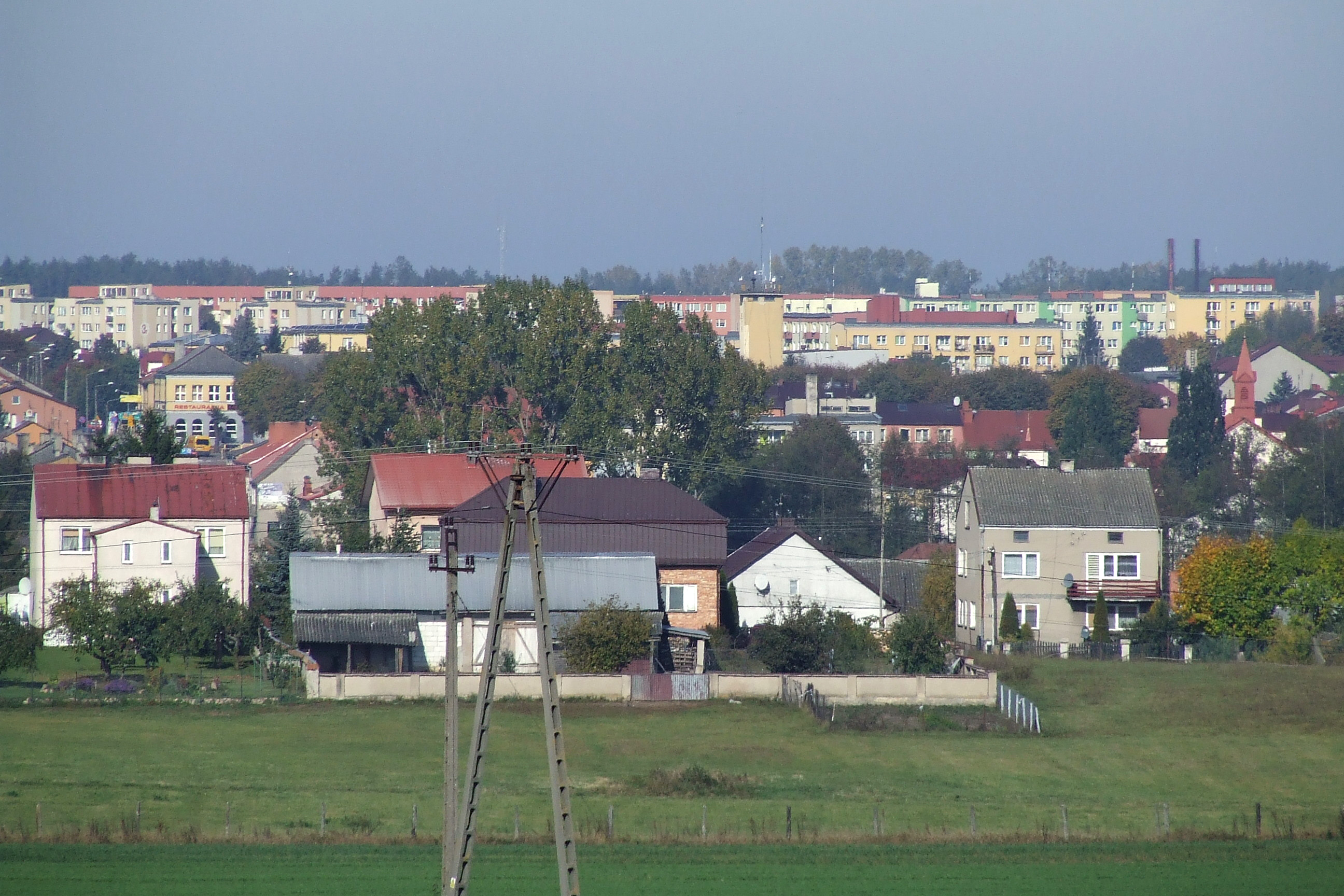
Kolno – widok od strony południowej

Kolno – miasto w województwie podlaskim, siedziba powiatu kolneńskiego, położone na Wysoczyźnie Kolneńskiej na Mazowszu, prawa miejskie od 1425 r.
Miasto królewskie Korony Królestwa Polskiego, położone było w drugiej połowie XVI wieku w powiecie kolneńskim ziemi łomżyńskiej województwa mazowieckiego. W latach 1975–1998 miasto administracyjnie należało do województwa łomżyńskiego.
Miasto Kolno położone jest w północno-zachodniej części województwa podlaskiego, nad rzeką Łabną, na Wysoczyźnie Kolneńskiej.
Kolno stanowiło główny ośrodek prawobrzeżnej części ziemi łomżyńskiej w XV w.
Od 1 lutego do 31 grudnia 1991 miasto Kolno i gmina Kolno tworzyły wspólną gminę (tzw. miasto-gminę). Zostały połączone w związku z restrukturyzacją podziału administracyjnego w 1991 roku, lecz po zaledwie 11 miesiącach (1 stycznia 1992) gminy ponownie rozdzielono.
Nazwa miasta pochodzi od wyrazu koło i pojawia się po raz pierwszy w źródłach historycznych jako Colno w 1422 r.

## Środowisko naturalne

### Struktura powierzchni
Według danych z roku 2002 Kolno ma obszar 25,08 km², w tym:
- użytki rolne: 86%
- użytki leśne: 4%

Miasto stanowi 2,67% powierzchni powiatu.

### Klimat
Klimat na wysoczyźnie jest umiarkowany. Średnia roczna temperatura powietrza wynosi 6,7 °C. Ujemna temperatura powietrza utrzymuje się średnio przez 4 miesiące w roku, tj. od grudnia do marca. Średnia roczna ilość opadów atmosferycznych wynosi 555 mm/m², przy czym najwyższe miesięczne sumy opadów obserwuje się w lipcu i sierpniu, a najniższe w styczniu i lutym. Na wysoczyźnie dominują wiatry południowo-zachodnie. Wieją one ze średnią prędkością 2,5–4,2 m/s.

## Historia

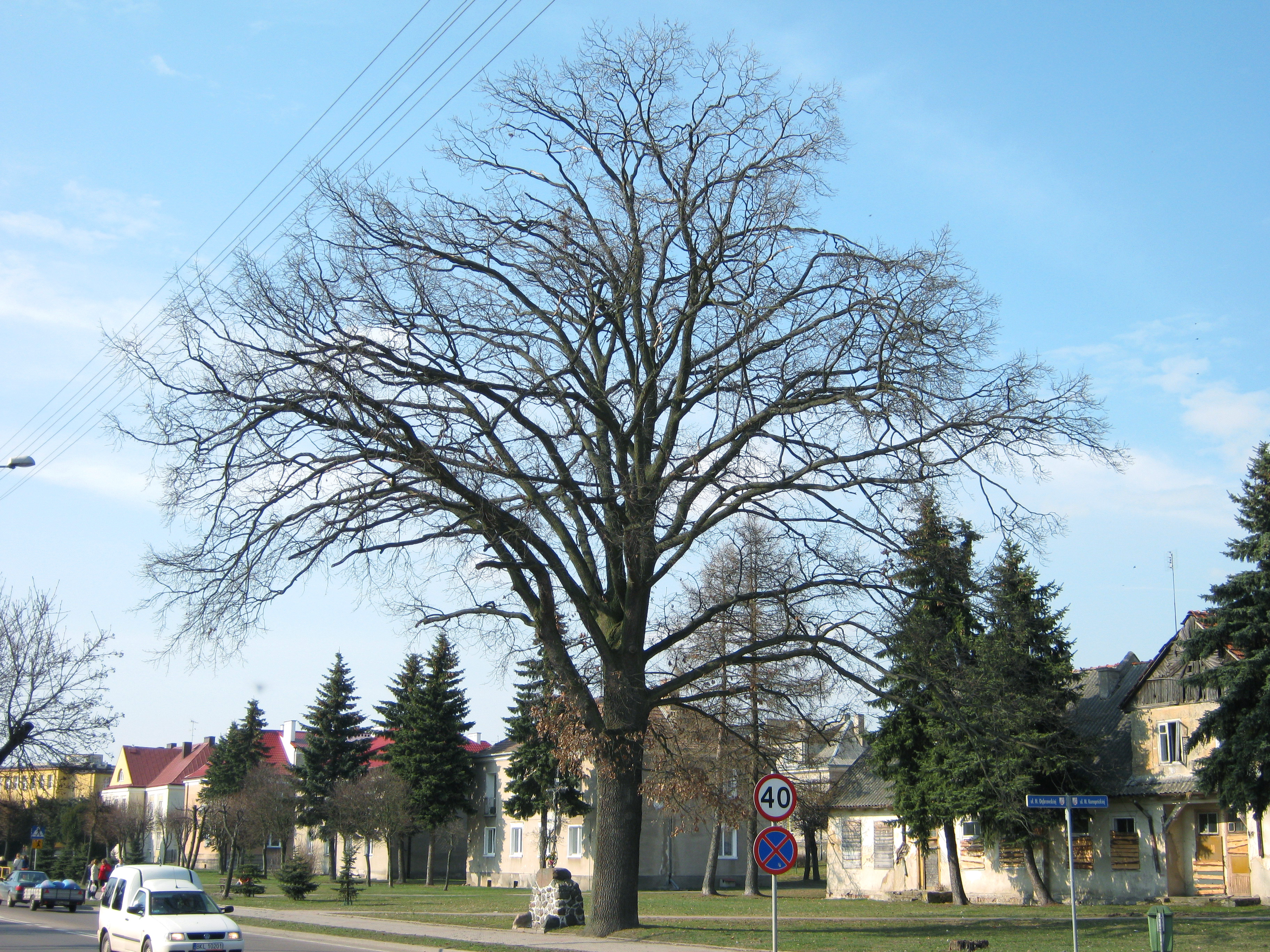
Dąb Wolności posadzony 3 maja 1919

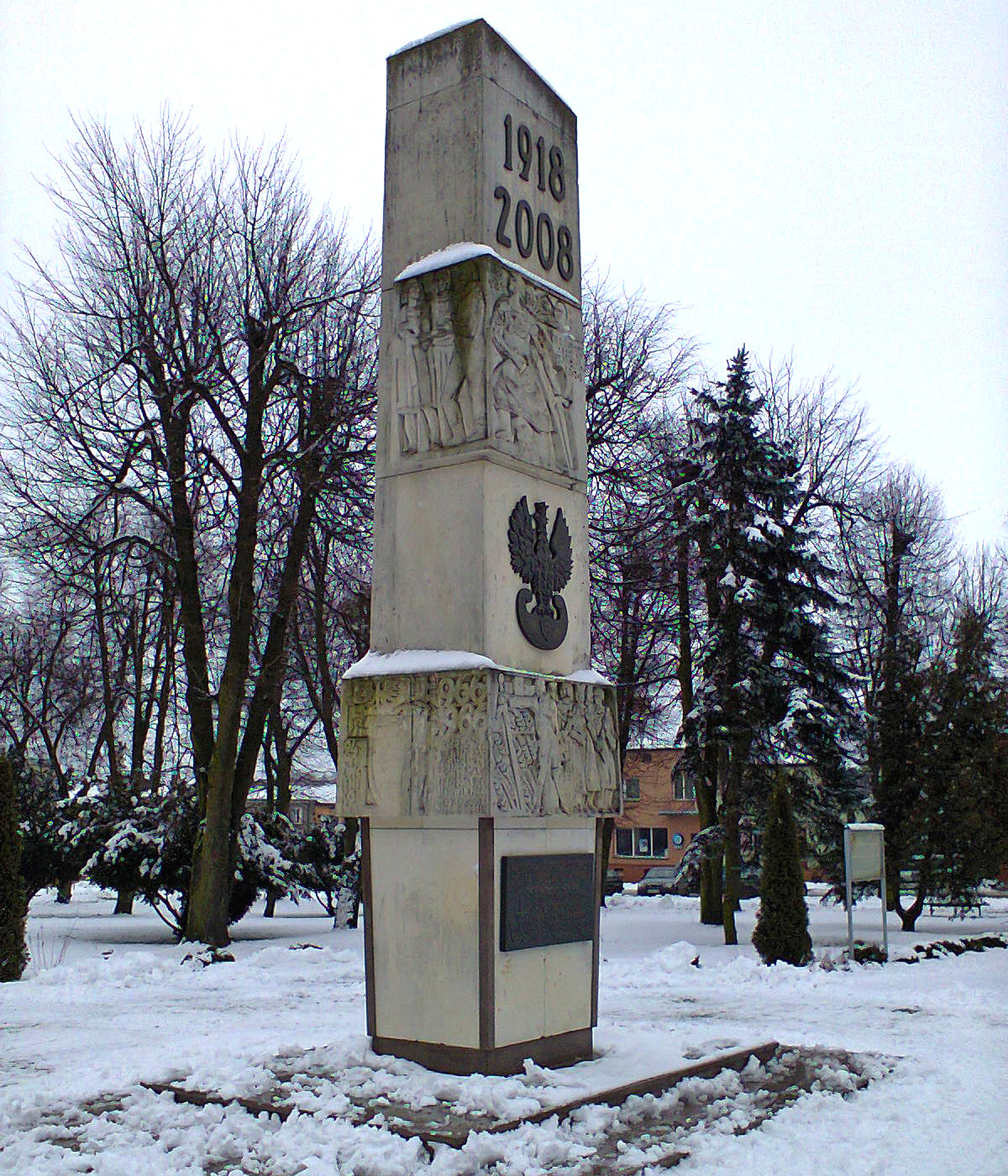
Pomnik Pamięci Narodowej z 1965 w kolneńskim parku na Placu Wolności

Kolno pierwotnie znajdowało się wśród bagien nad rzeką Pisą, gdzie zachowało się grodzisko Stare Kolno. Najstarsze znaleziska w tym miejscu pochodzą sprzed 3000 lat, natomiast osadnictwo wczesnośredniowieczne datuje się na VIII wiek. Gród powstał w tym samym lub następnym stuleciu.

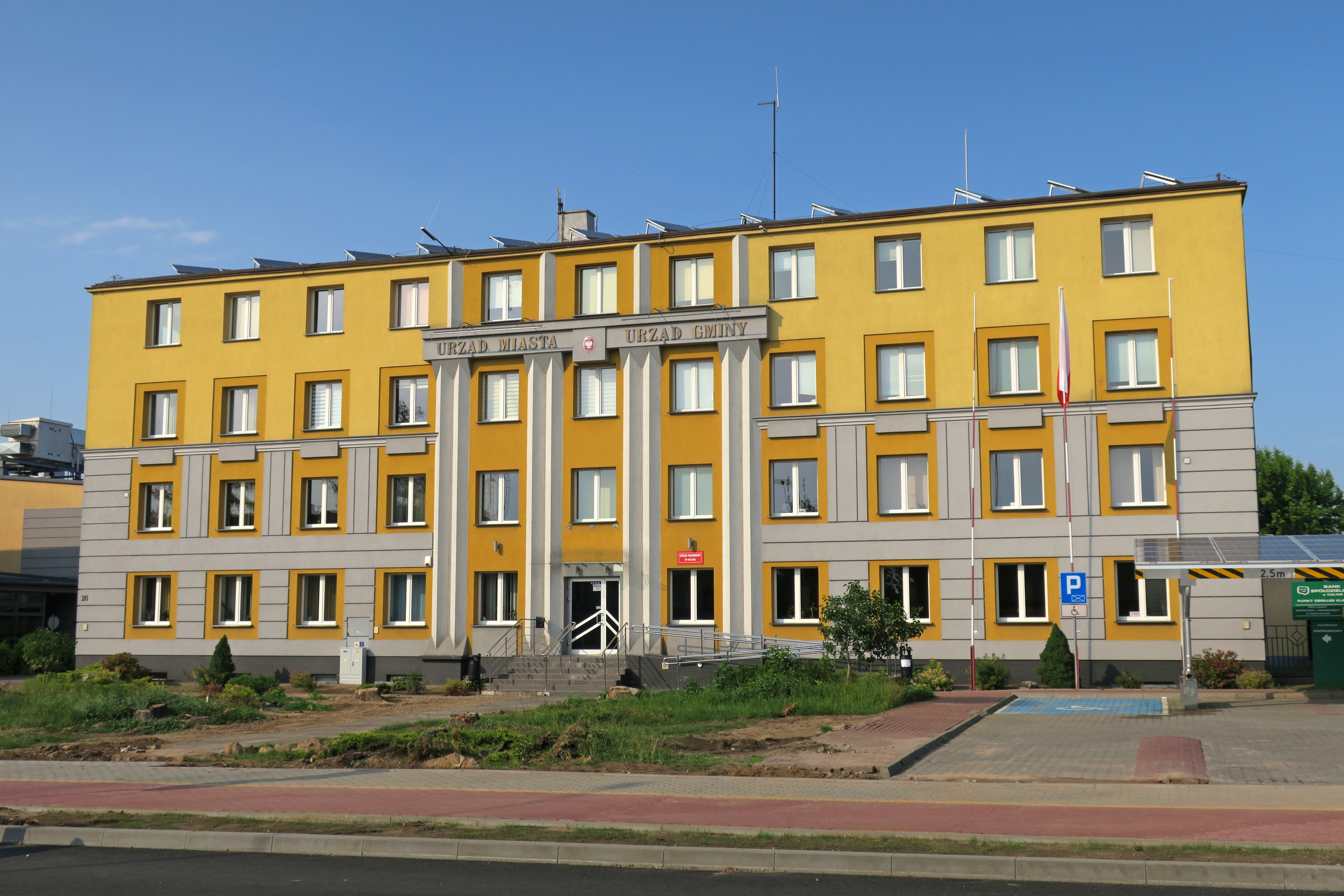
Urząd Miasta i Gminy w Kolnie

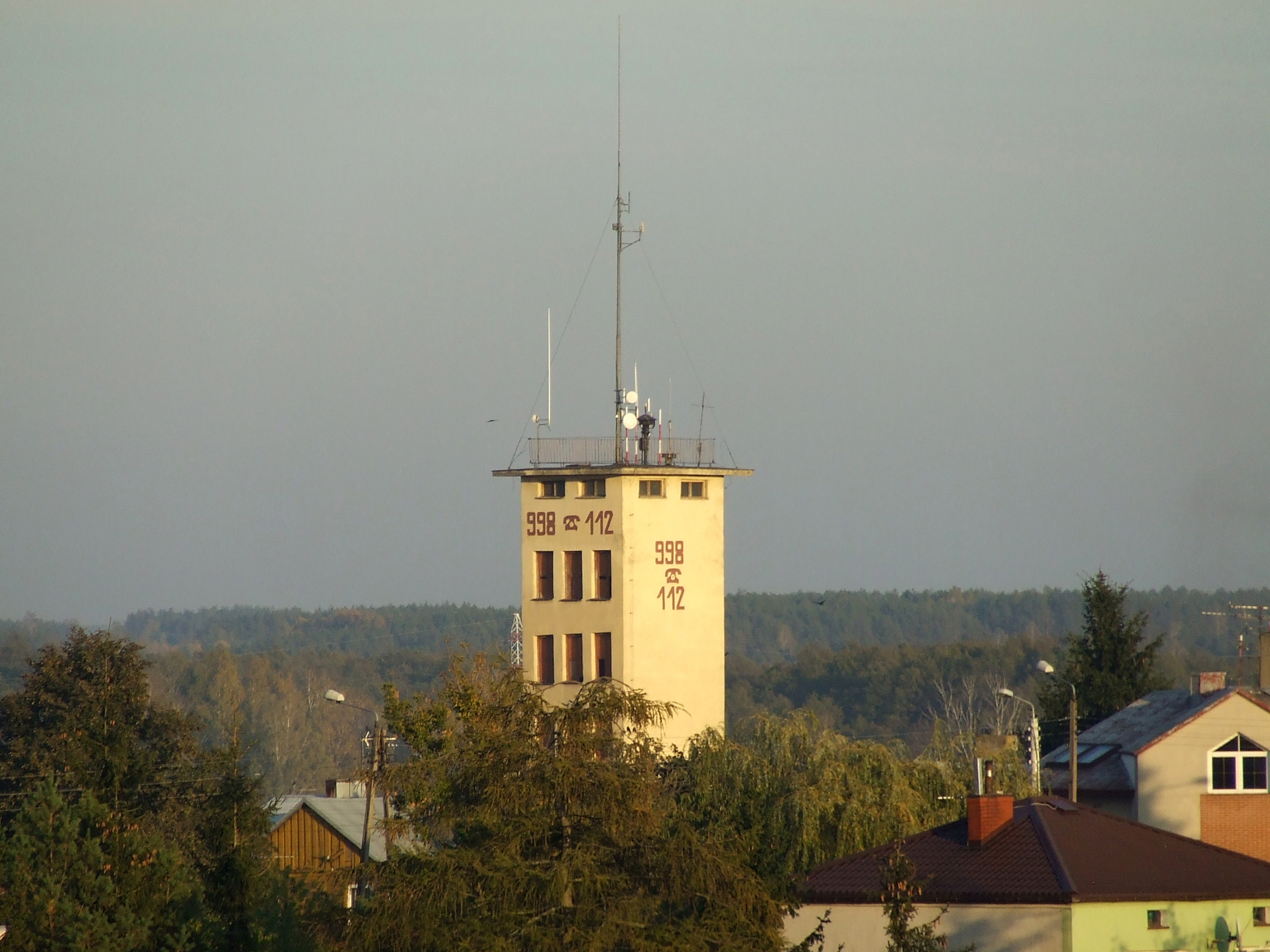
Wieża strażacka – jeden z najwyższych budynków w Kolnie

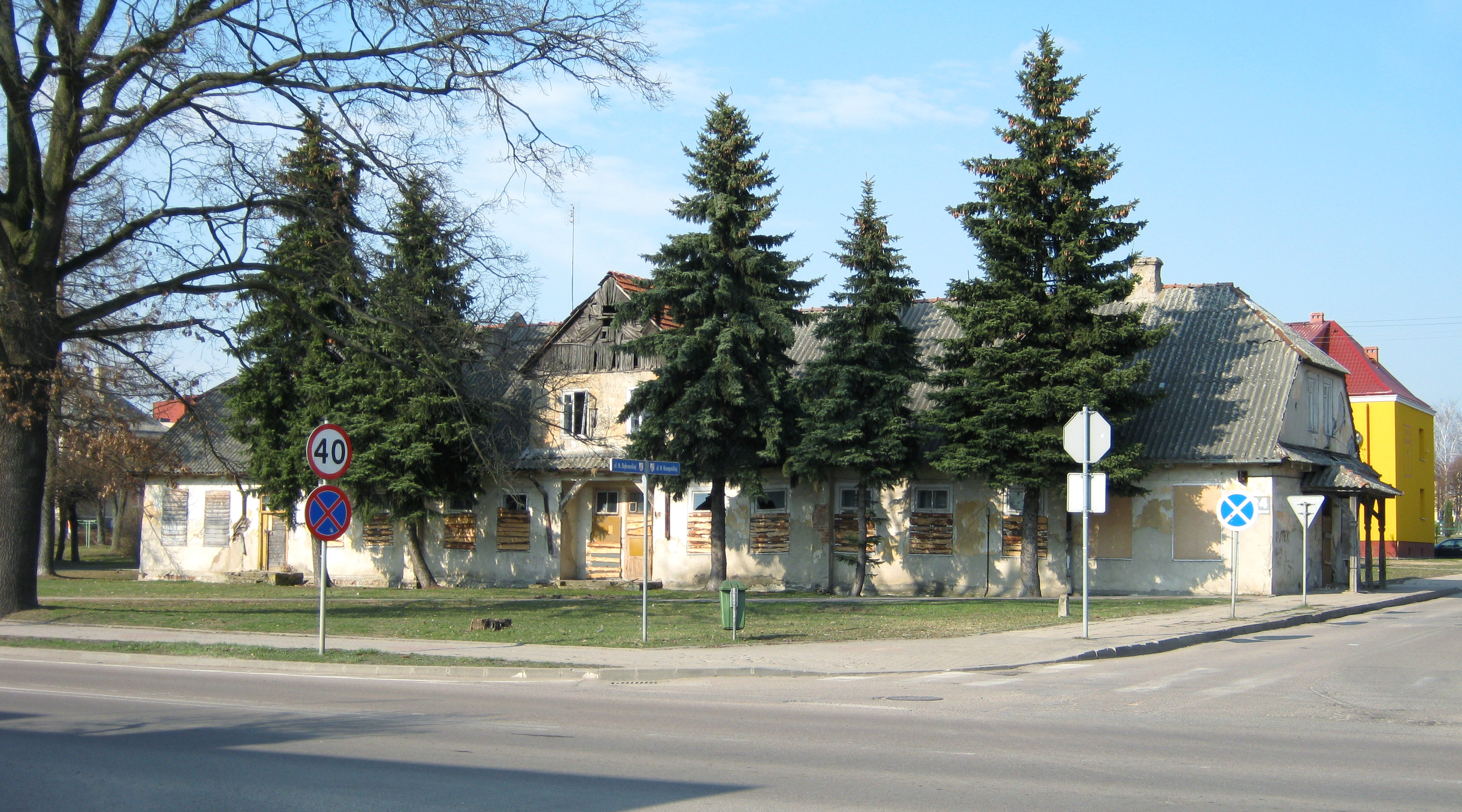
Budynek „ochronki” otwartej w 1919 r. dla dzieci-sierot wojennych. Obiekt zburzony w marcu 2014 r.

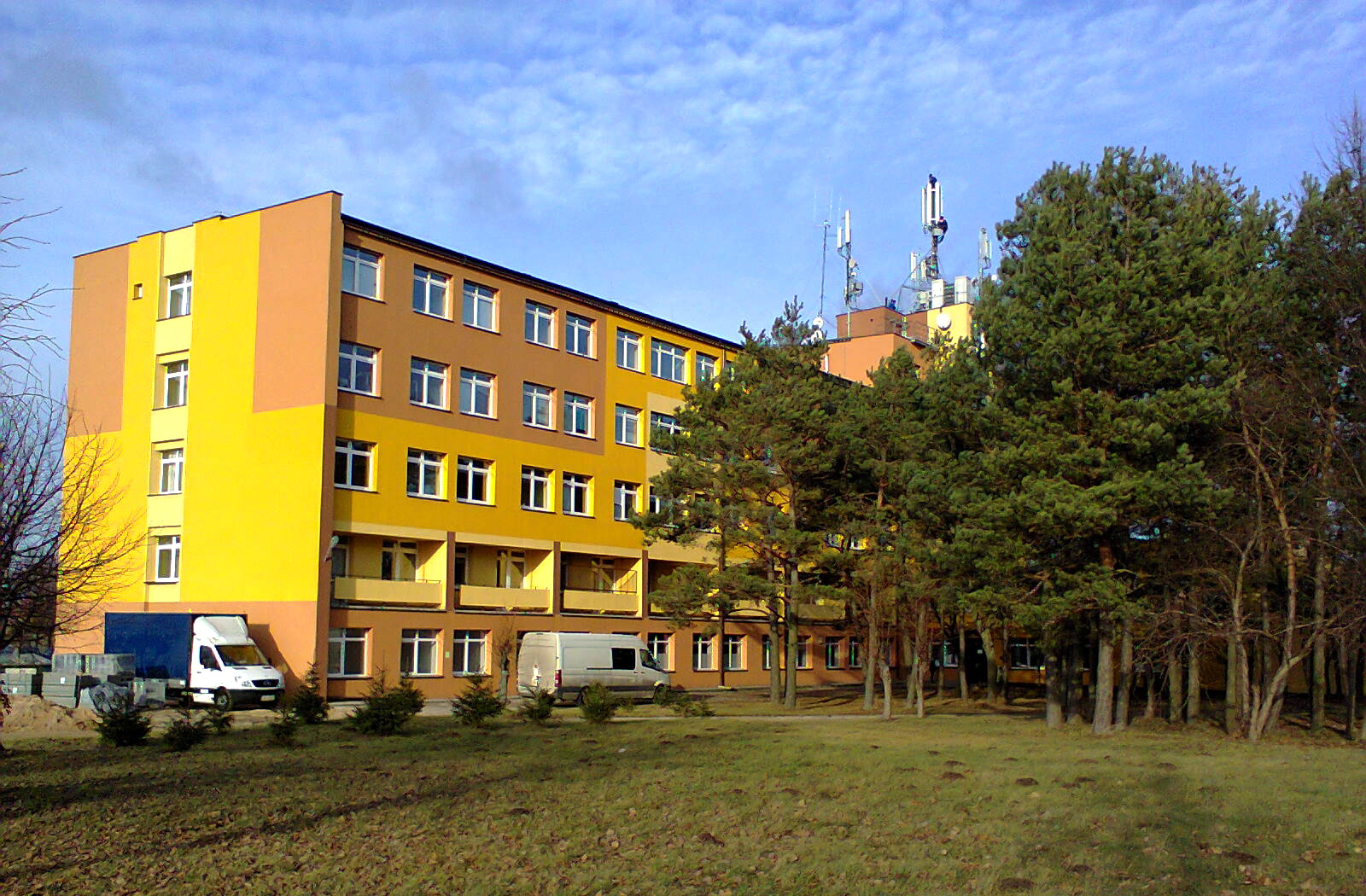
Szpital Ogólny w Kolnie

Miasto pierwszy raz wzmiankowane było w 1422; początkowo należało do książąt mazowieckich, następnie funkcjonowało jako miasto królewskie. Prawa miejskie (prawo chełmińskie) miasto otrzymało z rąk księcia Janusza I Mazowieckiego zwanego Starszym 30 czerwca 1425.
Na dzisiejsze miejsce nad rzeczkę Łabnę przeniósł miasto w latach 1434–1443 wnuk Janusza I, Bolesław IV warszawski. Przeniesienie to spowodowane było wzrostem zaludnienia na Wysoczyźnie Kolneńskiej, utratą znaczenia drogi wodnej Pisy na korzyść dróg lądowych oraz zbyt małą powierzchnią w miejscu dotychczasowej lokalizacji. W XVII i XVIII w. był to ośrodek starostwa niegrodowego, w XVI w. nastąpił rozkwit miasta (handel, rzemiosło).
Kolno zostało spalone w czasie insurekcji kościuszkowskiej (1794), w 1795 znalazło się w zaborze pruskim, od 1807 w Księstwie Warszawskim, a od 1815 w Królestwie Polskim. W XIX w. w mieście mieścił się ośrodek handlu płótnem kurpiowskim. W 1867 Kolno zostało siedzibą powiatu. Dużą rolę w życiu miasta w XIX i 1 połowie XX wieku odgrywali Żydzi. W 1827 stanowili oni 38% ogółu mieszkańców, podczas gdy w 1857 już 62%. W 1939 miasto zamieszkiwały 5163 osoby, z czego Żydzi stanowili 67%.
W wyniku działań I wojny światowej zabudowa miasta uległa częściowemu zniszczeniu. W 1915 wojska niemieckie zbudowały połączenie kolejowe między Kolnem a Piszem (normalnotorowe) oraz Myszyńcem (wąskotorowe).
Po odzyskaniu przez Polskę niepodległości w 1918 miasto wróciło w jej granice. W 1923 zlikwidowano połączenie kolejowe ze znajdującym się po niemieckiej stronie granicy Piszem.
8 września 1939 Kolno zostało zajęte przez wojska niemieckie, 29 września do miasta wkroczyli Sowieci. 22 czerwca 1941 miasto ponownie zostało zajęte przez wojska niemieckie. Administracja niemiecka natychmiast zaprowadziła politykę terroru wobec ludności polskiej oraz całkowitej eksterminacji ludności żydowskiej. 4 lipca Polacy zamordowali 37 Żydów, gwałcąc kobiety i rabując żydowską własność. 15 lipca 1941 rozstrzelano 16 Żydów, a ich zwłoki zakopano wraz ze zburzonym pomnikiem Lenina, wzniesionym na rynku w okresie władzy sowieckiej. W sierpniu Niemcy zgromadzili na rynku wszystkich pozostałych przy życiu Żydów. Mężczyzn zapędzono w okolice wsi Kolimagi, zaś kobiety i dzieci do wsi Mściwuje. Obie grupy zostały tam wymordowane i pogrzebane w masowych grobach. Wojska radzieckie zajęły miasto w nocy z 23 na 24 stycznia 1945.
1 kwietnia 1973 r. zlikwidowano ostatnie połączenie kolejowe miasta (z Myszyńcem). Wraz z likwidacją powiatów w 1975 Kolno utraciło status miasta powiatowego, odzyskując go wskutek reformy administracyjnej w 1999 r.

## Zabytki

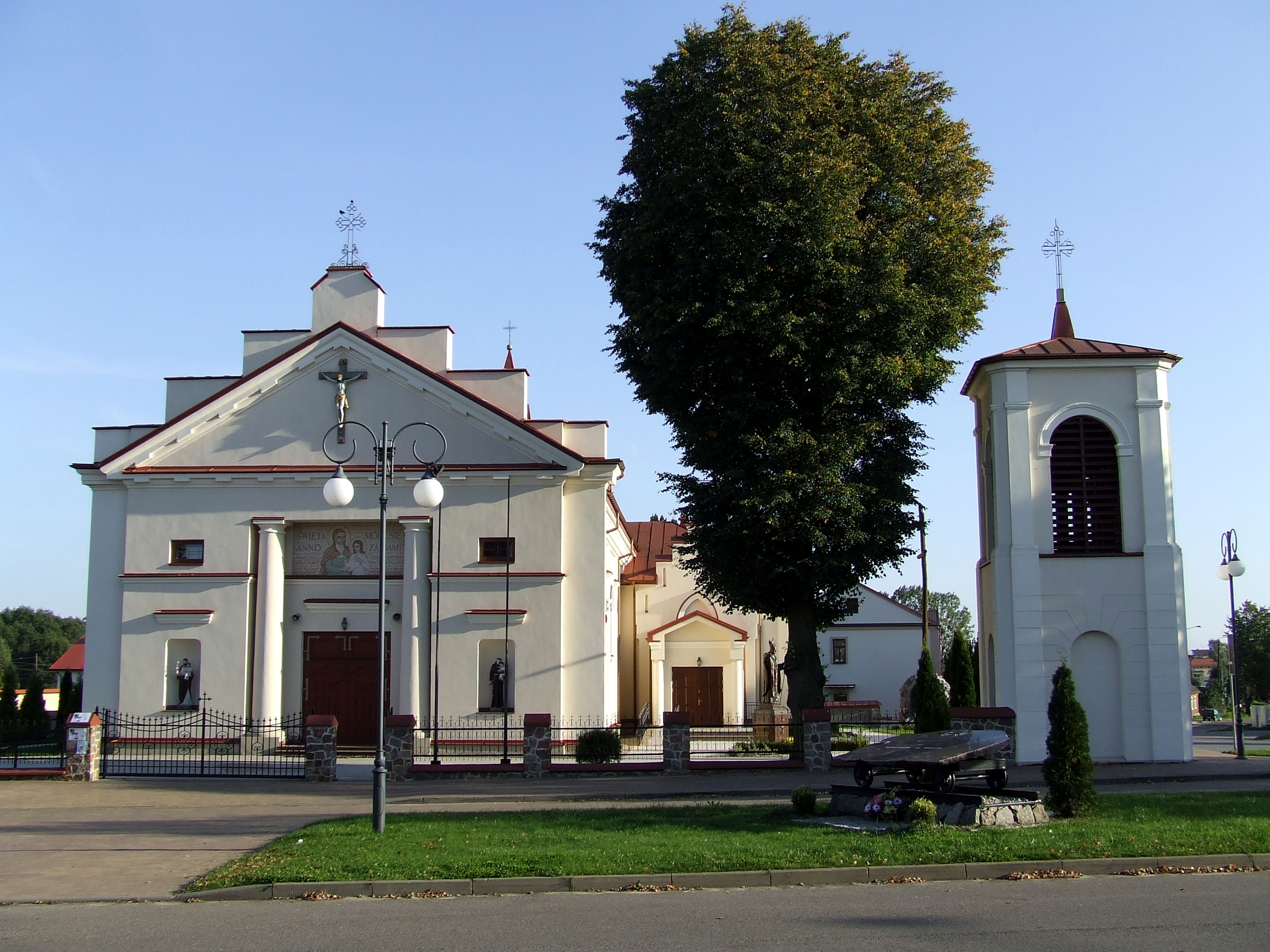
Kościół pw. św. Anny w Kolnie

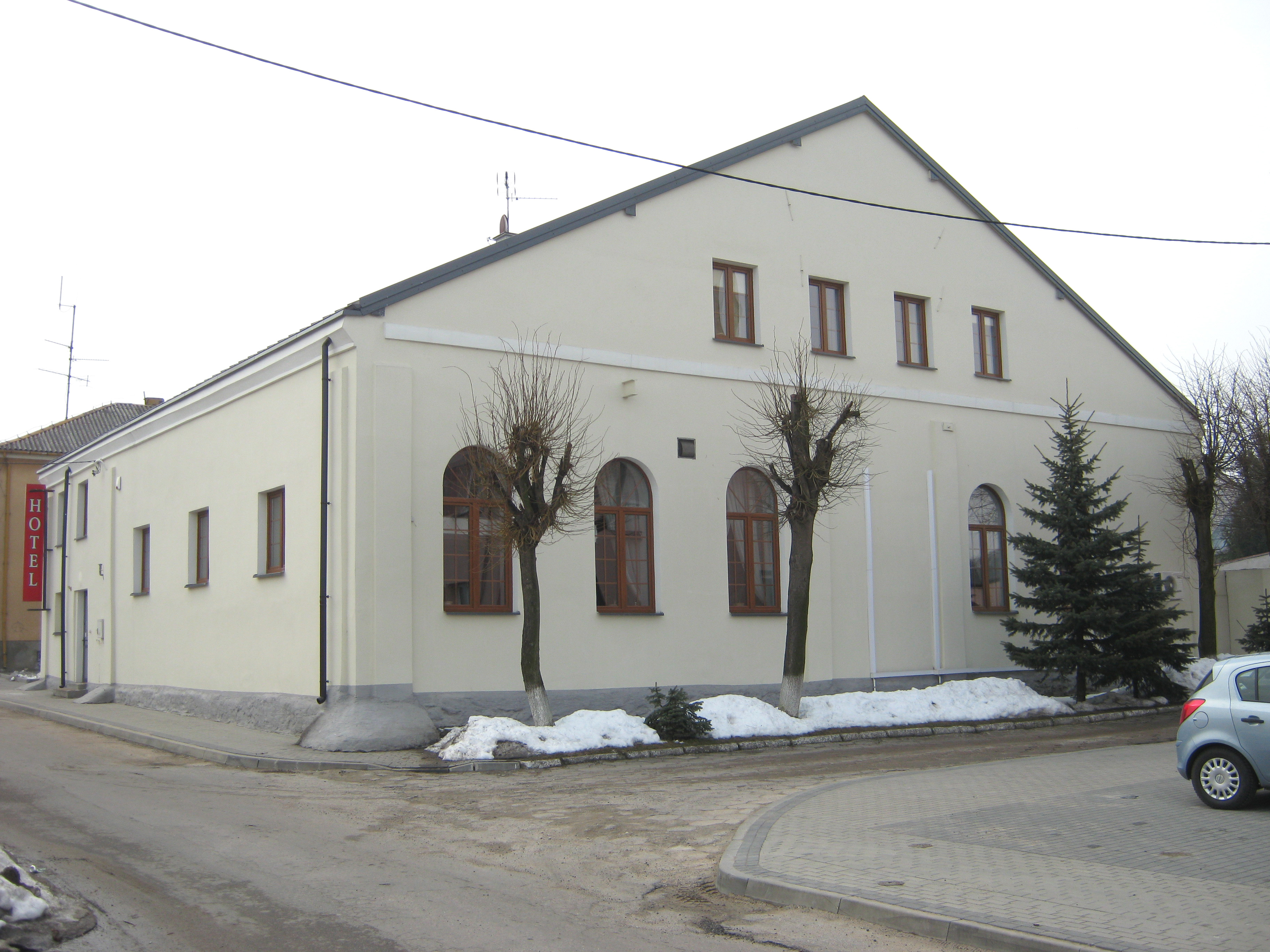
Wyremontowany budynek synagogi – obecnie mieści się w nim hotel i restauracja

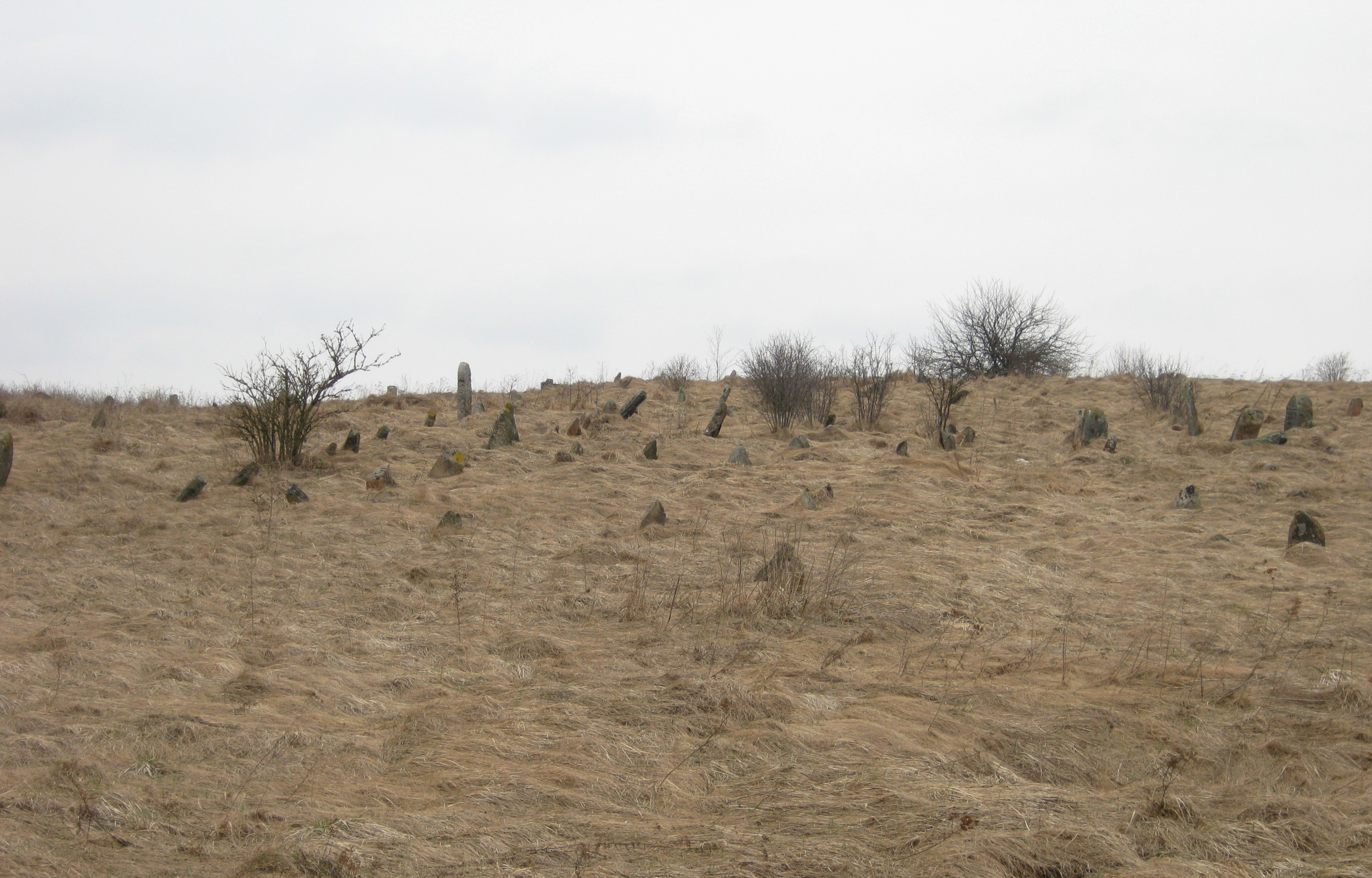
Cmentarz żydowski – widoczne najstarsze nagrobki w części południowej, wykonane z kamieni granitowych

- Średniowieczny układ urbanistyczny (wydzielona część miasta), nr rej.: 128 z 14 maja 1958[18].
- Kościół parafialny pw. św. Anny, 1 połowa XIX w. oraz dzwonnica, nr rej.: 67 z 28 kwietnia 1980[18].
- Synagoga, ul. Strażacka, XVIII w., nr rej.: 65 z 28 kwietnia 1980[18].
- Cmentarz rzymskokatolicki, nieczynny, ul. Waryńskiego, początek XIX w., nr rej.: 319 z 31 sierpnia 1987[18].
- Cmentarz żydowski, 1 połowa XIX w., nr rej.: 373 z 29 lipca 1988[18].
- Cmentarz wojenny z I wojny światowej, mogiła ziemna na nowym cmentarzu rzymskokatolickim, nr rej.: 263 z 6 marca 1987[18].
- Dom, plac Wolności 21, po 1910, nr rej.: 386 z 13 czerwca 1989[18].

## Demografia
- Według Powszechnego Spisu Ludności z 1921 roku zamieszkiwało tu 4.494 osoby, 2.269 było wyznania rzymskokatolickiego, 5 prawosławnego, 4 ewangelickiego a 2.216.mojżeszowego. Jednocześnie 2334 mieszkańców zadeklarowało polską przynależność narodową, 1 białoruska, 2.157 żydowską a 2 rosyjską. Było tu 460 budynków mieszkalnych[19].
- Według danych z 31 grudnia 2013 miasto liczyło 10 579 mieszkańców.
- Powierzchnia: 25,08 km²

Dane z 31 grudnia 2013:
| Opis                              | Ogółem    | Ogółem    | Kobiety   | Kobiety   | Mężczyźni | Mężczyźni |
| --------------------------------- | --------- | --------- | --------- | --------- | --------- | --------- |
| jednostka                         | osób      | %         | osób      | %         | osób      | %         |
| populacja                         | 10 579    | 100       | 5413      | 51,17     | 5166      | 48,83     |
| powierzchnia                      | 25,07 km² | 25,07 km² | 25,07 km² | 25,07 km² | 25,07 km² | 25,07 km² |
| gęstość zaludnienia (mieszk./km²) | 423,98    | 423,98    | 216,92    | 216,92    | 206,06    | 206,06    |

Lokalny ośrodek usługowy dla rolnictwa.

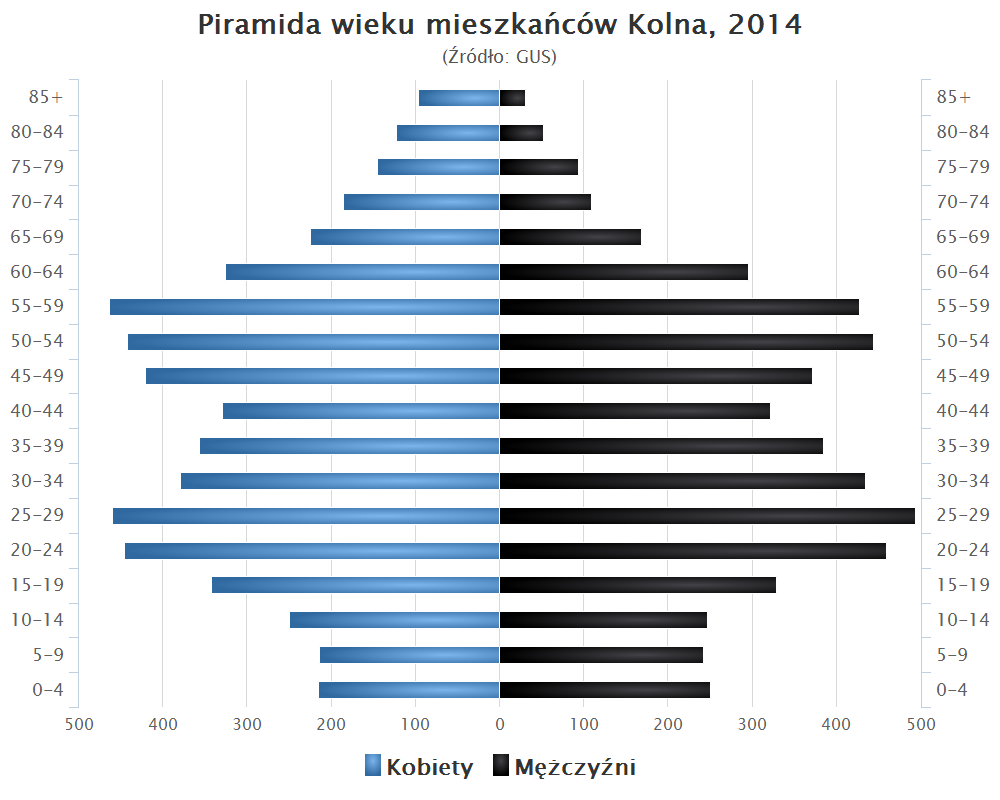
Piramida wieku mieszkańców Kolna w 2014 roku

## Gospodarka

### Zakłady produkcyjne
W Kolnie znajduje się kilka zakładów odzieżowych, krawieckich i spożywczych
Zakłady produkcyjne w mieście zatrudniające ponad 500 osób:
- Agrocentrum Sp. z o.o. – producent pasz i koncentratów
- SM Mlekpol – ZPM Kurpianka – spółdzielnia mleczarska
- ZM Kolno SA (wcześniej Bison-Bial S.A., oddział w Kolnie) – fabryka przyrządów i uchwytów
- Hetman sp.j. – producent odzieży roboczej

### Handel
- Dyskonty – Biedronka, Stokrotka, Lewiatan, Delikatesy Centrum, Dino, Arhelan
- targowisko miejskie – Targowica ul. Targowa,'

### Tereny inwestycyjne
22 czerwca 2009 miasto Kolno pozyskało dotację na stworzenie specjalnych gruntów pod inwestycje. Projekt „Przygotowanie terenów pod inwestycje z zakresu produkcji i nowoczesnych usług w Kolnie” został dofinansowany z programu „Rozwój Polski Wschodniej” kwotą ponad 8,7 mln zł. Specjalna strefa została utworzona w mieście Kolno na obszarze o powierzchni 12,4907 ha między ulicą Wojska Polskiego i ulicą Kolejową. Projekt objął uzbrojenie działek oraz budowę nowych dróg.

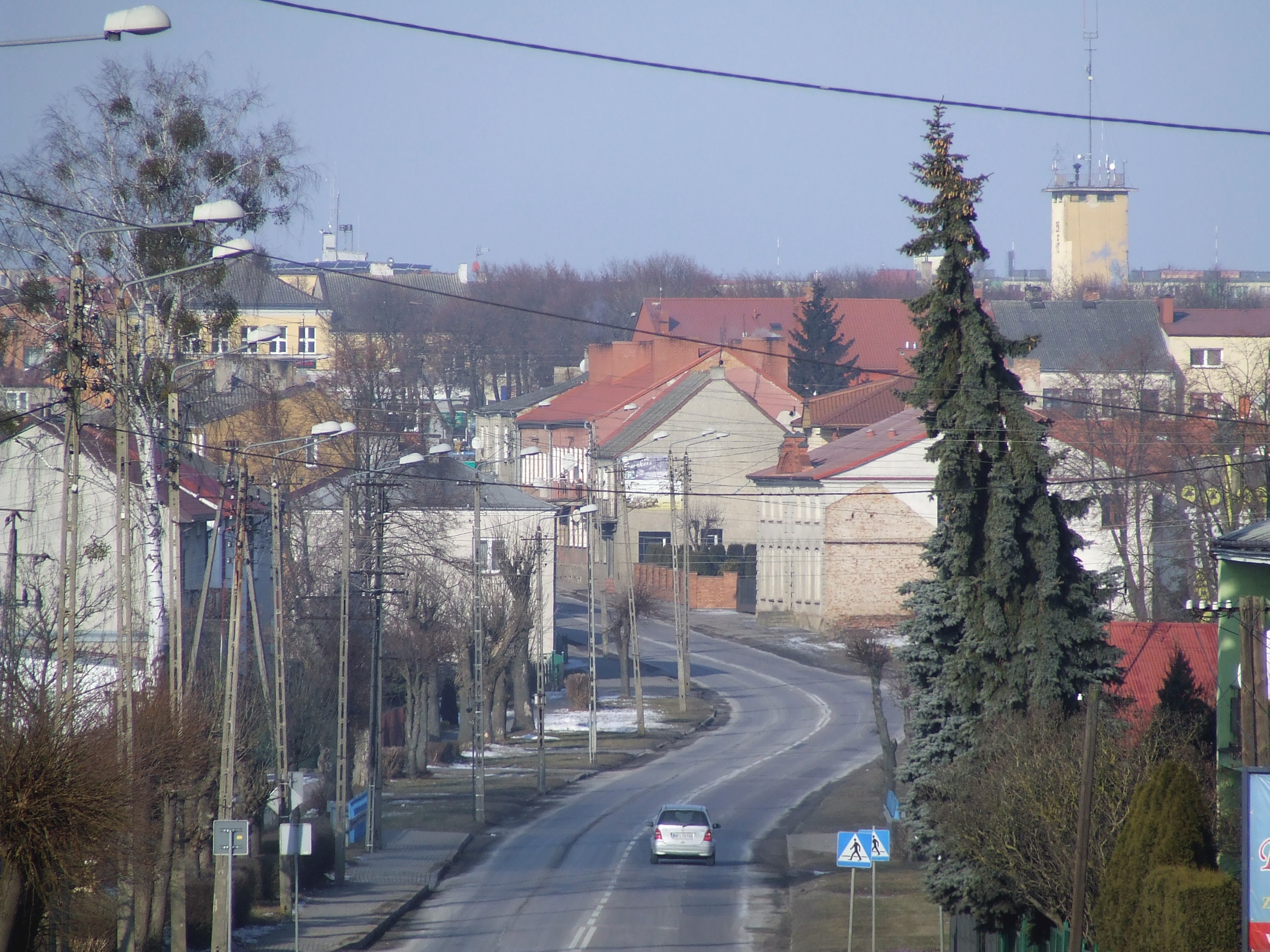
Kolno ul. Księcia Janusza

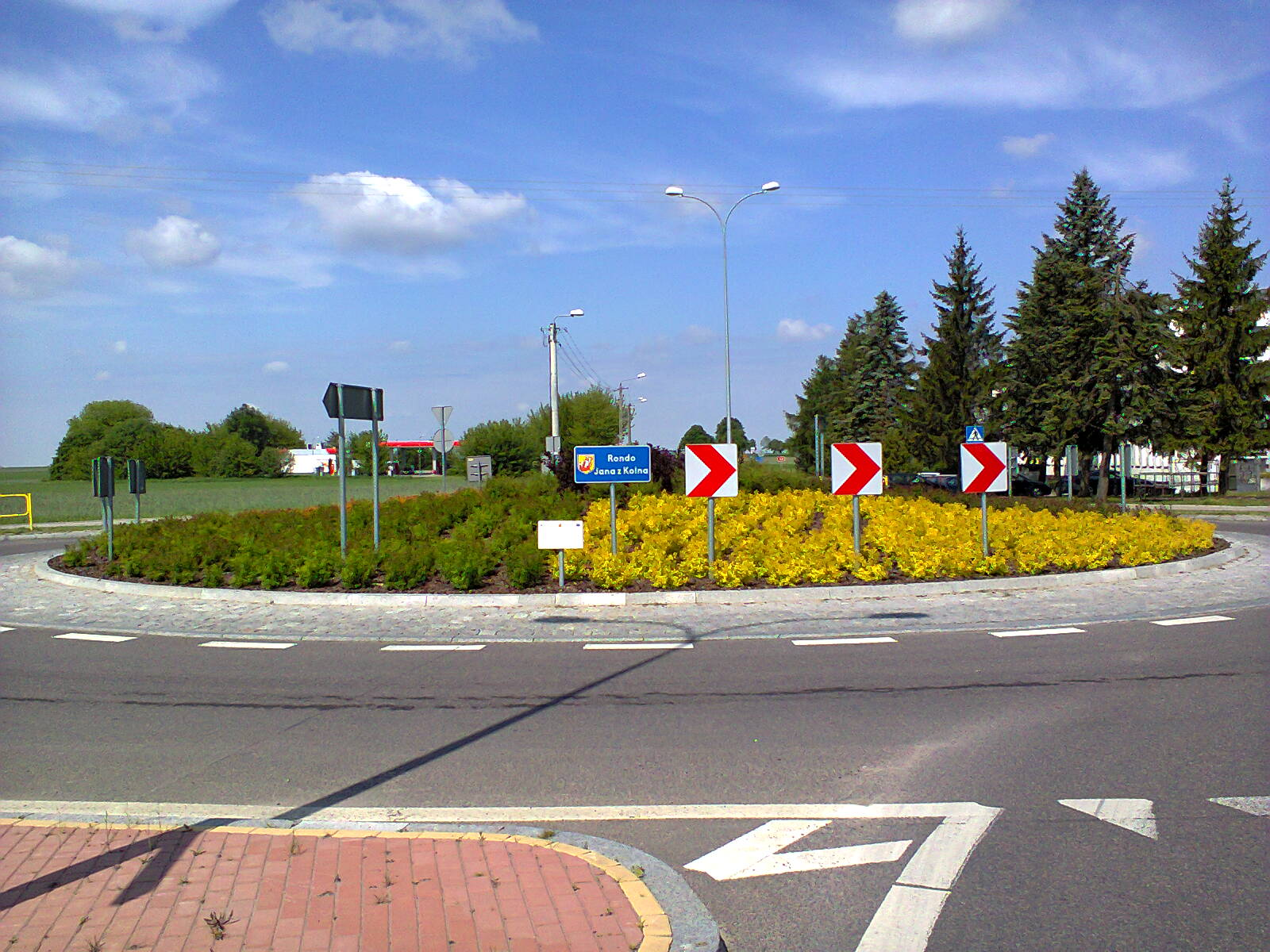
Rondo Jana z Kolna

## Transport
Kolno nie posiada połączenia kolejowego (w dniu 1.04.1973 r. zamknięto ostrołęcką kolej wąskotorową łączącą miasto z Myszyńcem).
W mieście znajduje się dworzec PKS. W komunikacji regionalnej główną rolę odgrywa PKS Łomża P.T. Kolno.
W mieście krzyżują się drogi (krajowa z wojewódzką):
- 63 Perły – Giżycko – Kolno – Łomża – Zambrów – Siedlce – Sławatycze
- 647 Stawiski – Kolno – Dęby

## Edukacja
Przedszkola
- Przedszkole Miejskie
- Niepubliczne Przedszkole i Żłobek „Bajkowy Świat”

Szkoły podstawowe
- Szkoła Podstawowa nr 1 im. Tadeusza Kościuszki[21]
- Szkoła Podstawowa nr 2 im. Henryka Sienkiewicza[22]

Szkoły ponadpodstawowe
- Zespół Szkół Ponadpodstawowych
  - I Liceum Ogólnokształcące im. Adama Mickiewicza[23]
  - I Liceum Ogólnokształcące dla Dorosłych im. Adama Mickiewicza
- Zespół Szkół Technicznych
  - II Liceum Ogólnokształcące im. Kardynała Stefana Wyszyńskiego
  - II Liceum Ogólnokształcące dla Dorosłych im. Kardynała Stefana Wyszyńskiego
  - Technikum im. Kardynała Stefana Wyszyńskiego
  - Branżowa Szkoła I Stopnia im. Kardynała Stefana Wyszyńskiego
  - Szkoła Policealna dla Dorosłych im. Kardynała Stefana Wyszyńskiego
- Zakład Doskonalenia Zawodowego w Łomży Filia w Kolnie
  - Technikum
  - Branżowa Szkoła I Stopnia

## Kultura
- Cyfrowe Archiwum Ziemi Kolneńskiej (CAZK) KolnoTeka
- Państwowa Szkoła Muzyczna I i II Stopnia w Łomży FILIA w Kolnie
- Kolneński Ośrodek Kultury i Sportu
- Orkiestra Kolneńska
- Towarzystwo Jan z Kolna
- Stowarzyszenie na Rzecz Integracji i Promocji Powiatu Kolneńskiego

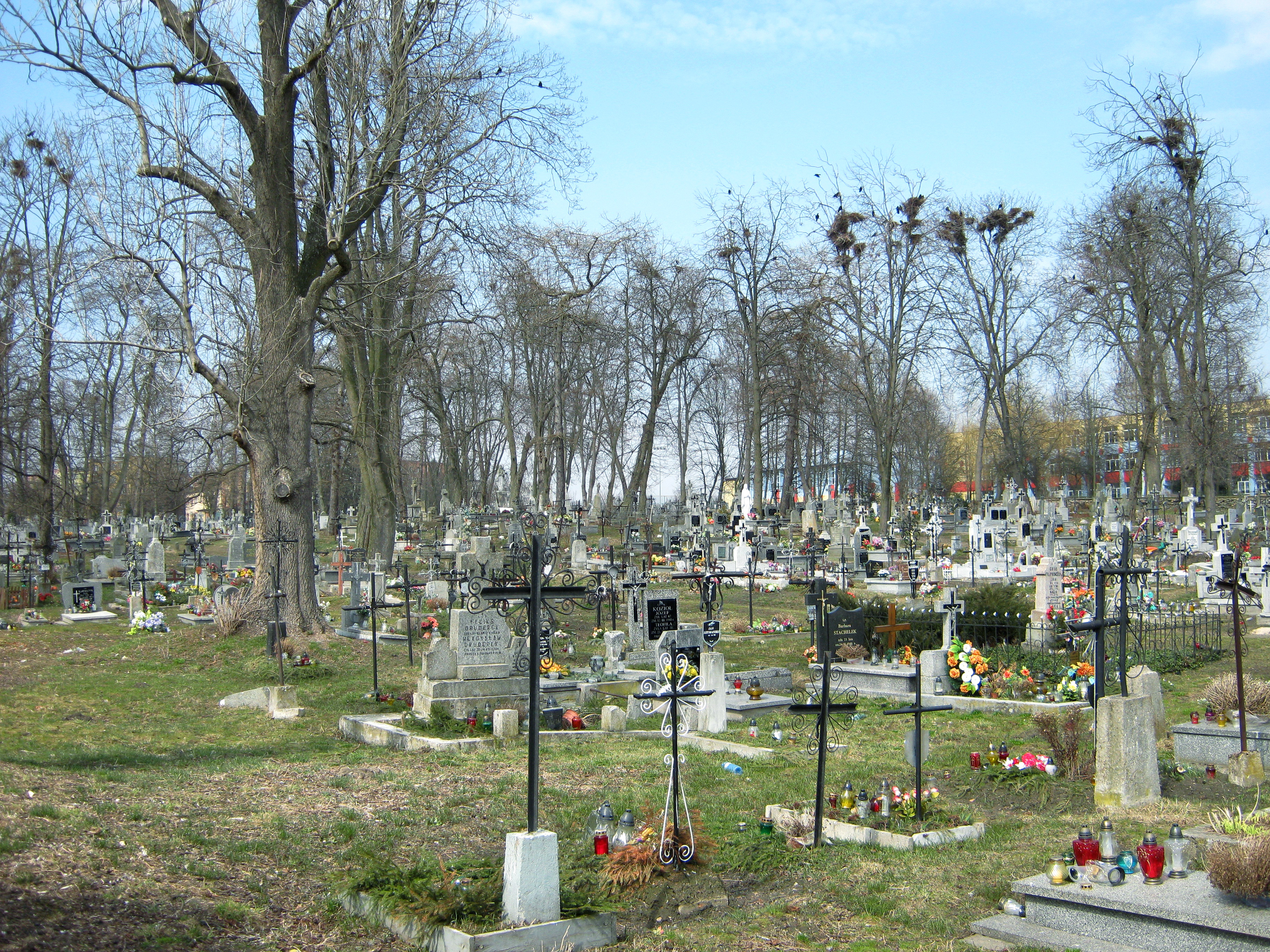
Cmentarz parafialny

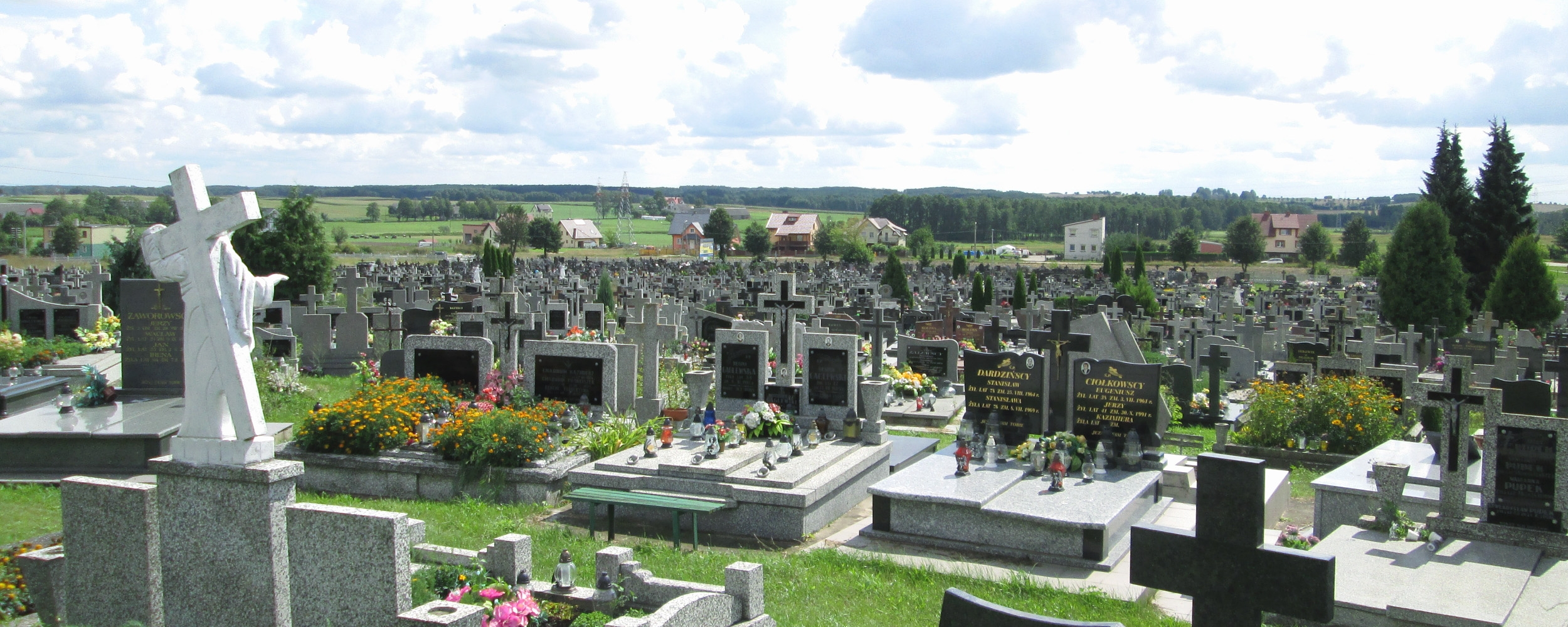
Cmentarz komunalny w Kolnie

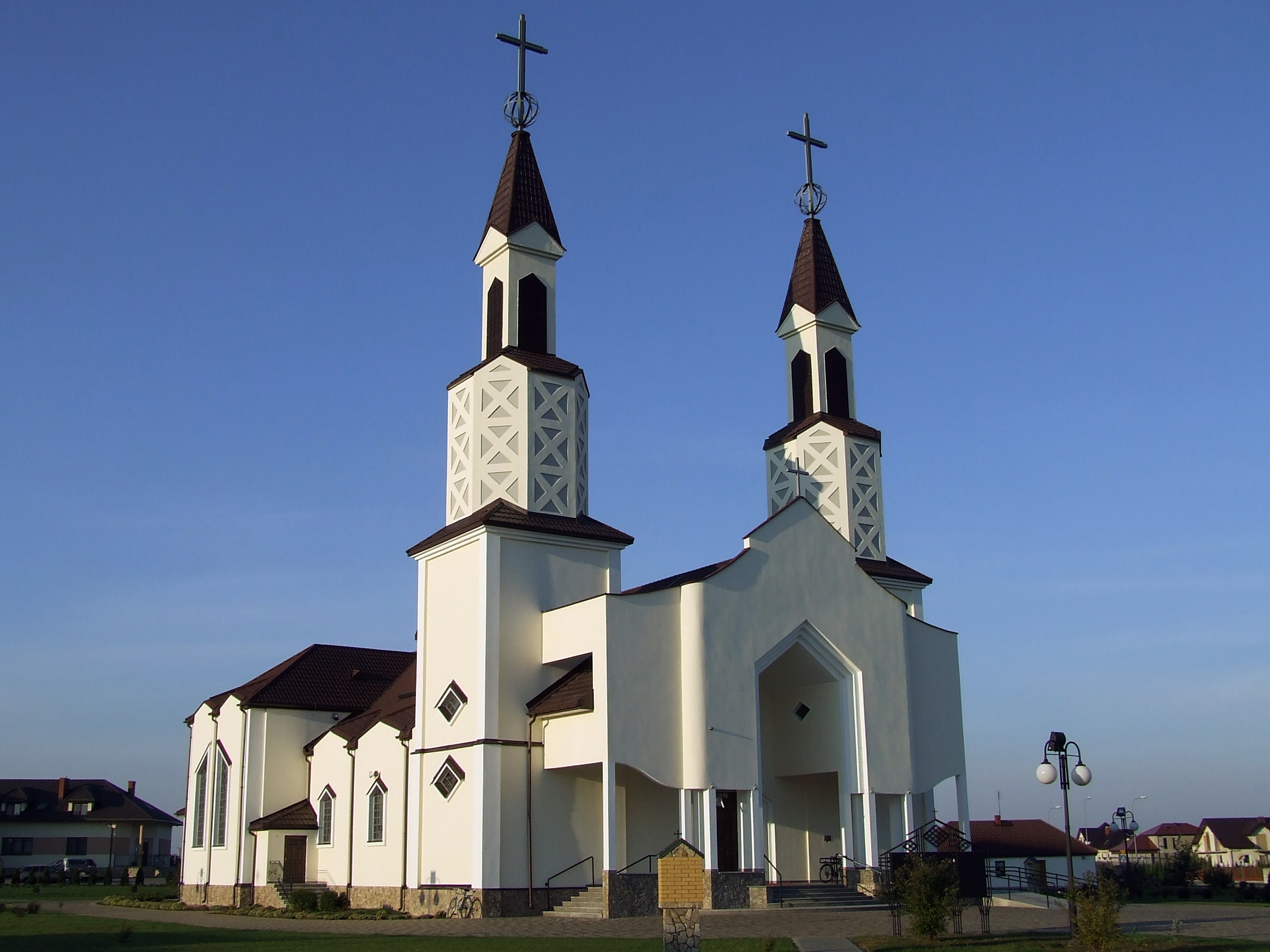
kościół parafialny pw. Chrystusa Króla Wszechświata

- Świetlica Środowiskowa „Stokrotka”
- Powiatowa Biblioteka Pedagogiczna w Kolnie
- Biblioteka Publiczna
- Czytelnia

## Media

### Prasa
- Miesięcznik Kolneński – gazeta wydawana przez Urząd Miasta w Kolnie
- Zeszyty Kolneńskie – rocznik społeczno-kulturalny Towarzystwa „Jan z Kolna”

### Media internetowe
- umkolno.pl – Urząd Miasta Kolno
- kolniak24.pl – portal internetowy miasta i powiatu kolneńskiego

## Religia
Kolno jest siedzibą dekanatu w diecezji łomżyńskiej. Miasto posiada dwie parafie rzymskokatolickie (pw. Chrystusa Króla Wszechświata oraz pw. św. Anny), a także nieczynną bożnicę żydowską. W mieście ma swoją siedzibę również sala królestwa Świadków Jehowy. Na początku XX w. w Kolnie znajdowała się też cerkiew św. Mikołaja z 1904 roku; została zniszczona w roku 1929.
Na terenie miasta znajdują się 3 cmentarze: parafialny, komunalny oraz żydowski.

## Sport

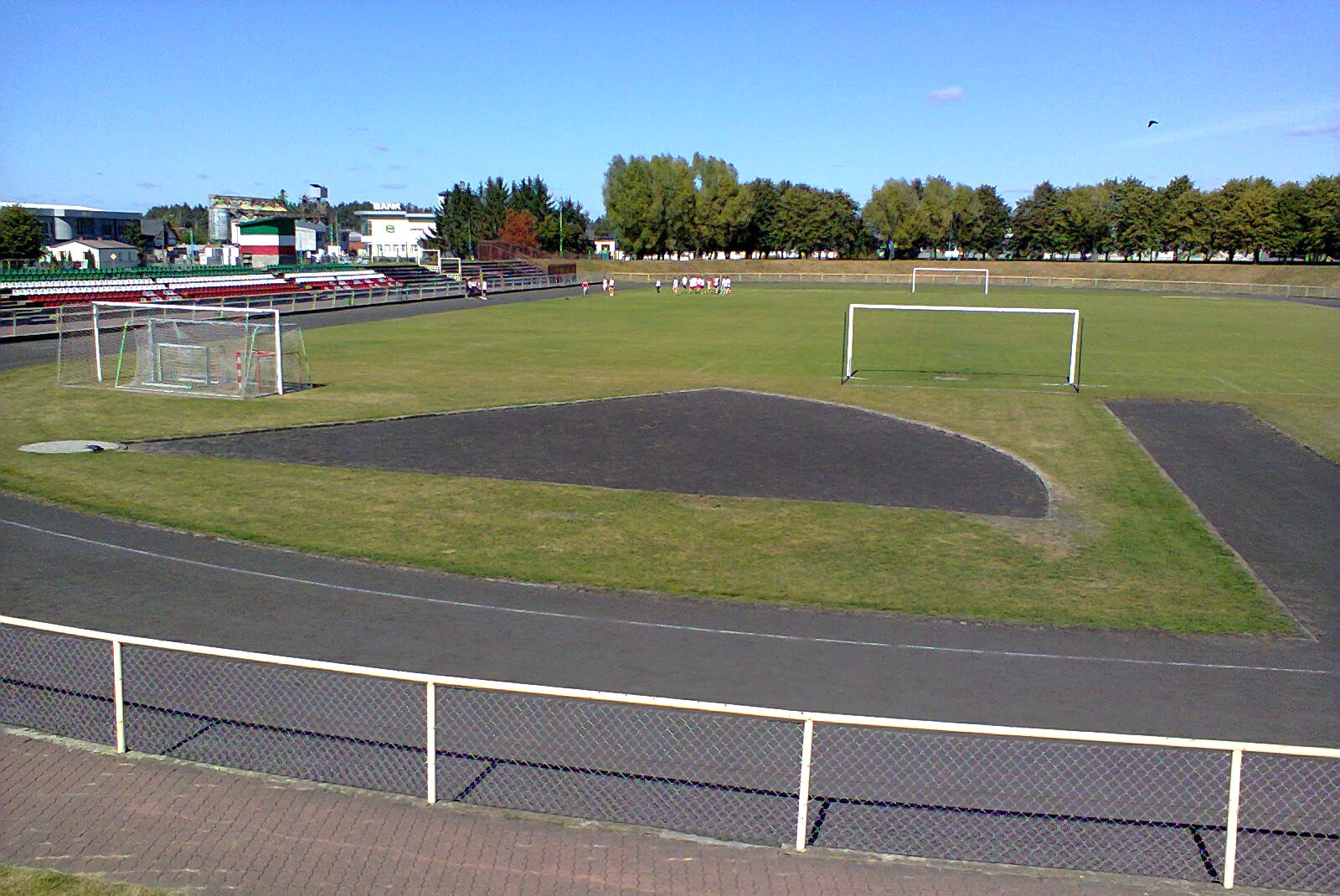
Stadion Miejski w Kolnie

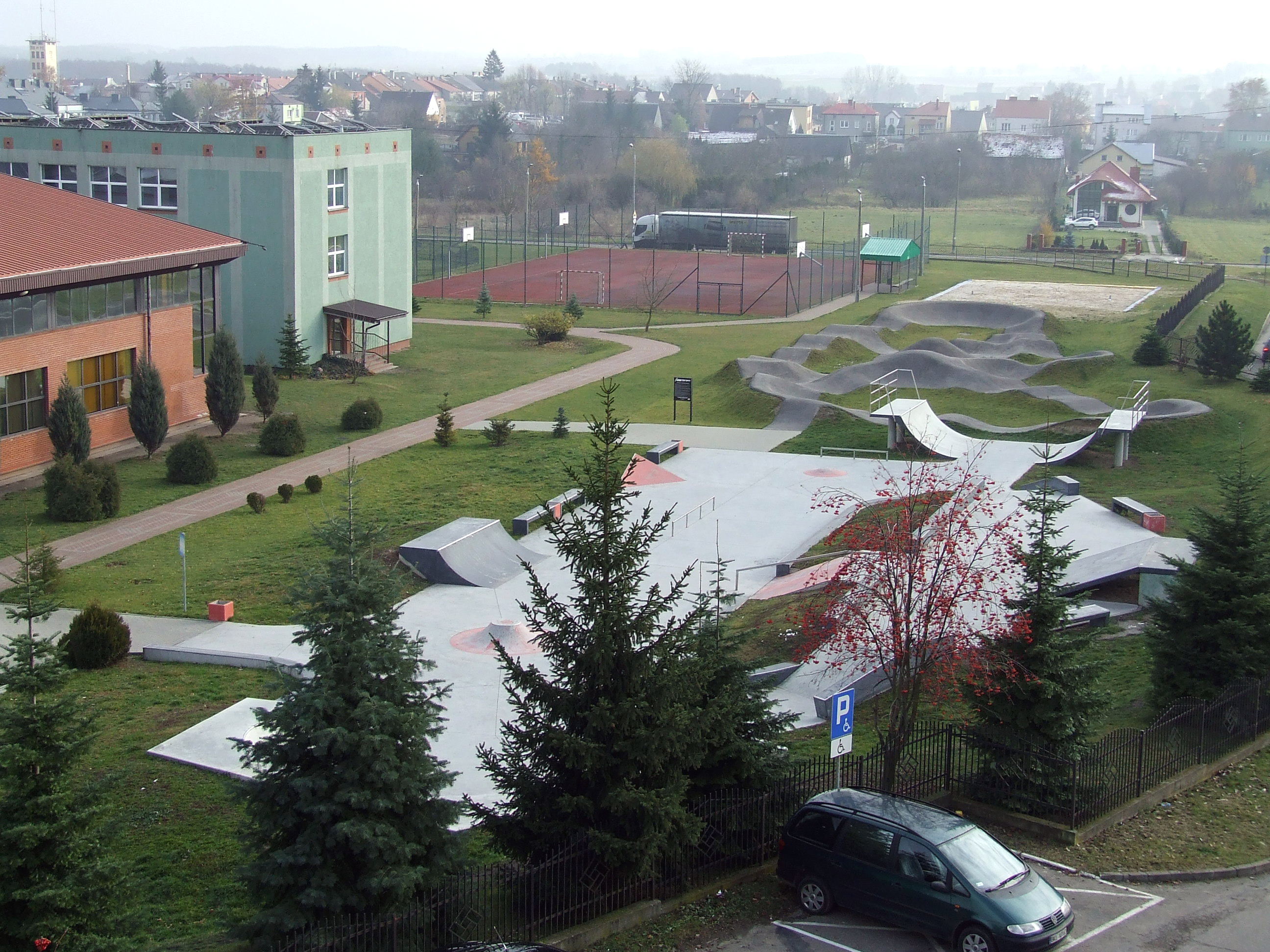
Skatepark i pumptrack w Kolnie

### Kluby i stowarzyszenia sportowe
- Orzeł Kolno – IV Liga Podlaska
- Fudokan „Dragon” – międzyszkolny uczniowski klub sportowy karate
- UKS „Jedynka”
- UKS „Olimpia”
- UKS „Rekord”
- UKS „Delfin” – sekcja pływacka
- TKKF „Rekord”
- Kolno Hovercraft Racin Team – Poduszkowcowy Klub Sportowy „Paweł z Kolna”

### Obiekty sportowe
- Hala Sportowa – ul. M. Dąbrowskiej 4. Kompleks sportowo-rekreacyjny składający się z krytej pływalni z sauną, jakuzzi, siłowni, pełnowymiarowej hali sportowej z salą fitness i ścianką wspinaczkową, ponadto wielofunkcyjne boisko zewnętrzne, na podłożu z tworzywa sztucznego, bieżni. Zarządzany przez Kolneński Ośrodek Kultury i Sportu.
- Stadion Miejski – ul. Wojska Polskiego 40. Mecze rozgrywa Orzeł Kolno. Również zarządzany przez Kolneński Ośrodek Kultury i Sportu.